# Palazzo Malatesta
Palazzo Malatesta è un palazzo situato in largo Ecce Homo, a Napoli.
Eretto come dimora per la famiglia Malatesta nel XVII secolo, deve la sua fama, più che al pregio architettonico, al nome della famiglia che lo possedette che diede i natali al famoso anarchico Errico Malatesta.